# Pariser Straße (München)
Die Pariser Straße ist eine Innerortsstraße im Stadtbezirk Au-Haidhausen (Nr. 5) von München.

## Verlauf
Die Straße beginnt an der Balanstraße gegenüber dem Sankt-Wolfgangs-Platz und führt zunächst in ostnordöstlicher Richtung zur Rosenheimer Straße. An deren Kreuzung ändert sie ihren Verlauf nach Nordosten und führt geradlinig an der Schmalseite der Postwiese entlang zum rechteckigen Pariser Platz. An diesem geht nach rechts zur Orleansstraße die Gravelottestraße ab, nach links die Sedanstraße, und die Weißenburger Straße als Verbindung zum Ostbahnhof kreuzt schräg. Die Pariser Straße setzt sich weiter geradeaus bis zur Wörthstraße (mit der Erweiterung zum Bordeauxplatz nach Westen) fort und geht dort in die Breisacher Straße über.

## Geschichte
Die Straße ist nach 1870 entstanden. Sie setzte sich ursprünglich weiter nach Nordosten (heute Teil der Breisacher Straße) bis zur Einmündung der Belfortstraße am damaligen Straßburger Platz fort.

## Öffentlicher Verkehr
Auf der Straße verkehren keine öffentlichen Verkehrsmittel. Die Erschließung erfolgt vom Orleansplatz (U-Bahn-Linie 5, S-Bahn-Stammstrecke) und von der dortigen Straßenbahnhaltestelle (die Straßenbahn kreuzt an der Wörthstraße). Am Ostbahnhof befindet sich zudem ein großer Busbahnhof.

## Namensgeber
Die Straße im nach 1870 geschaffenen Franzosenviertel (Ostbahnhofviertel, geschütztes Ensemble E-1-62-000-48) in Haidhausen ist nach der französischen Hauptstadt Paris benannt die im Deutsch-Französischen Krieg 1870/71 lange, auch unter Beteiligung bayerischer Truppen, belagert, bombardiert und schließlich übergeben wurde.

## Charakteristik
Die Straße mit gründerzeitlicher, teils vier-, teils fünfstöckiger Bebauung ist eine typische Vorstadtstraße des Franzosenviertels. Ihr Charakter hat sich durch die Gentrifizierung des Viertels ab den 1970er Jahren deutlich verändert. So kam es 1979 zu massiven Verdrängungsmaßnahmen gegen die vielfach dem Gastarbeitermilieu angehörenden Bewohner. Der Münchner Merkur schrieb am 19. Januar 1979: „In Münchens Sanierungs-Mekka Haidhausen bahnt sich ein neuer Mietskandal an.“ Innerhalb von zwei Wochen sei rund 200 Mietern, überwiegend Griechen, Türken und Italienern, gekündigt worden, allein in Haus Nr. 33 80 Mietern.

## Denkmalgeschützte Häuser
- Nr. 1: Mietshaus, viergeschossiger Neubarockbau mit Mansarddach und Erker, um 1890; Gruppe mit Balanstraße 23 (Denkmalliste D-1-62-000-5109)
- Nr. 3: Mietshaus, viergeschossiger Mansarddachbau in spätklassizistischer Tradition, mit Putzgliederung, um 1870/80 (Denkmalliste D-1-62-000-5110)
- Nr. 5: Mietshaus, viergeschossiger Mansarddachbau in spätklassizistischer Tradition, mit Stuckornamenten, 1875 (Denkmalliste D-1-62-000-5111)
- Nr. 6: Mietshaus, viergeschossiger Satteldachbau in spätklassizistischer Tradition, um 1870/80; Gruppe mit Nr. 8 (Denkmalliste D-1-62-000-5112)
- Nr. 7: Mietshaus, viergeschossiger Mansarddachbau in spätklassizistischer Tradition, mit Stuckdekor, 1875 (Denkmalliste D-1-62-000-5113)
- Nr. 8: Mietshaus, viergeschossiger Satteldachbau in spätklassizistischer Tradition, um 1870/80; Gruppe mit Nr. 6 (Denkmalliste D-1-62-000-5114)
- Nr. 9: Mietshaus, viergeschossiger Neurenaissancebau mit Satteldach, um 1880 (Denkmalliste D-1-62-000-5115)
- Nr. 10: Mietshaus, viergeschossiger Satteldachbau in spätklassizistischer Tradition, um 1870/80; Gruppe mit Nr. 12 (Denkmalliste D-1-62-000-5116)
- Nr. 12: Mietshaus, viergeschossiger Satteldachbau in spätklassizistischer Tradition, von Josef Ramauer, 1877; Gruppe mit Nr. 10 (Denkmalliste D-1-62-000-5117)
- Nr. 15: Mietshaus, fünfgeschossiger Satteldachbau in spätklassizistischer Tradition, um 1870 (Denkmalliste D-1-62-000-5118)
- Nr. 16: Mietshaus, viergeschossiger Mansarddachbau in deutscher Renaissance, mit Schweifgiebel, Erker und Stuckdekor, 1898; Gruppe mit Nr. 18 und Rosenheimer Straße 92 und 92a (Denkmalliste D-1-62-000-5119)
- Nr. 17: Mietshaus, fünfgeschossiger Neubarockbau mit Mansarddach, Rustizierung und Zwerchgiebel, von Georg Müller, 1897 (Denkmalliste D-1-62-000-5120)
- Nr. 18: Mietshaus, viergeschossiger Mansarddachbau in deutscher Renaissance, mit Zwerchgiebel, Erker und Stuckdekor, wohl 1898; Gruppe mit Nr. 16 und Rosenheimer Straße 92 und 92a (Denkmalliste D-1-62-000-5121)
- Nr. 19: Mietshaus, fünfgeschossiger Neubarockbau mit Mansarddach und Rustizierung, betonte Mittelachse mit Zwerchgiebel, Ende 19. Jahrhundert (Denkmalliste D-1-62-000-5122)
- Nr. 20: Mietshaus, viergeschossiger schlichter Neurenaissancebau mit Mansarddach, Ende 19. Jahrhundert (Denkmalliste D-1-62-000-5123)
- Nr. 21: Mietshaus, fünfgeschossiger klassizierender Satteldachbau mit Ornamentfeldern, hervortretende Mittelachse mit Zwerchgiebel, um 1900 (Denkmalliste D-1-62-000-5124)
- Nr. 23: Mietshaus, fünfgeschossiger Mansarddachbau mit hervortretender Mittelachse und Zwerchhaus mit Segmentbogengiebel, Fassadengliederung mit Anklängen an die Formen der deutschen Renaissance, von Rosa und Alois Barbist, 1899 (Denkmalliste D-1-62-000-5125)
- Nr. 24: Mietshaus, fünfgeschossiger Neurenaissancebau mit Mansardwalmdach und reicher Fassadengliederung, Eckerker mit Zwiebelhaube, Ende 19. Jahrhundert (D-1-62-000-5126)
- Nr. 29: Mietshaus, fünfgeschossiger Neurenaissancebau mit Satteldach, von Johann Winkler, 1899, später aufgestockt (Denkmalliste D-1-62-000-5127)
- Nr. 29a: Mietshaus, fünfgeschossiger abgewalmter Neurenaissancebau in Ecklage mit reicher Fassadengliederung, von Adolf Lutz, 1890; Eckbau am Pariser Platz (Denkmalliste D-1-62-000-5128)
- Nr. 30: Mietshaus, viergeschossiger Neubarockbau mit Mansarddach, reicher Fassadengliederung und Volutengiebel, von Lorenz Gack und Karl Klinger, 1893/94 (Denkmalliste D-1-62-000-5129)
- Nr. 31: Mietshaus, fünfgeschossiger Neurenaissanceeckbau mit Mansardwalmdach, von Emil Ludwig, 1899 (Denkmalliste D-1-62-000-5130)
- Nr. 32: Mietshaus, fünfgeschossiger Neubarockbau mit Satteldach und zwei polygonalen Erkern, von Karl Schmidt, 1890; rückwärtiger Flügelbau, dreigeschossig, um 1890 (Denkmalliste D-1-62-000-5131)
- Nr. 33: Mietshaus, fünfgeschossiger Neurenaissancebau mit Mansarddach, von Karl Schmidt, 1888 (Denkmalliste D-1-62-000-5132)
- Nr. 34: Mietshaus, fünfgeschossiger Neurenaissancebau mit Satteldach und Zwerchhaus, um 1890/1900 (Denkmalliste D-1-62-000-5133)
- Nr. 35: Mietshaus, viergeschossiger Traufseitbau mit reicher Fassadengliederung in Formen der Neurenaissance, von Franz Kil, 1889; Gruppe mit der gleichartigen Nr. 37 (Denkmalliste D-1-62-000-5134)
- Nr. 36: Mietshaus, viergeschossiger Neurenaissancebau mit Satteldach und reicher Fassadengliederung, um 1880 (Denkmalliste D-1-62-000-5135)
- Nr. 37: Mietshaus, viergeschossiger Neurenaissancebau mit reicher Fassadengliederung, wohl von Franz Kil, um 1889; Gruppe mit der gleichartigen Nr. 35 (Denkmalliste D-1-62-000-5136)
- Nr. 44: Mietshaus, fünfgeschossiger Neurenaissancebau mit Satteldach, Ende 19. Jahrhundert (Denkmalliste D-1-62-000-5137)
- Nr. 50: Mietshaus, fünfgeschossiger Neurenaissancebau mit Mansarddach, Ende 19. Jahrhundert (Denkmalliste D-1-62-000-5138)

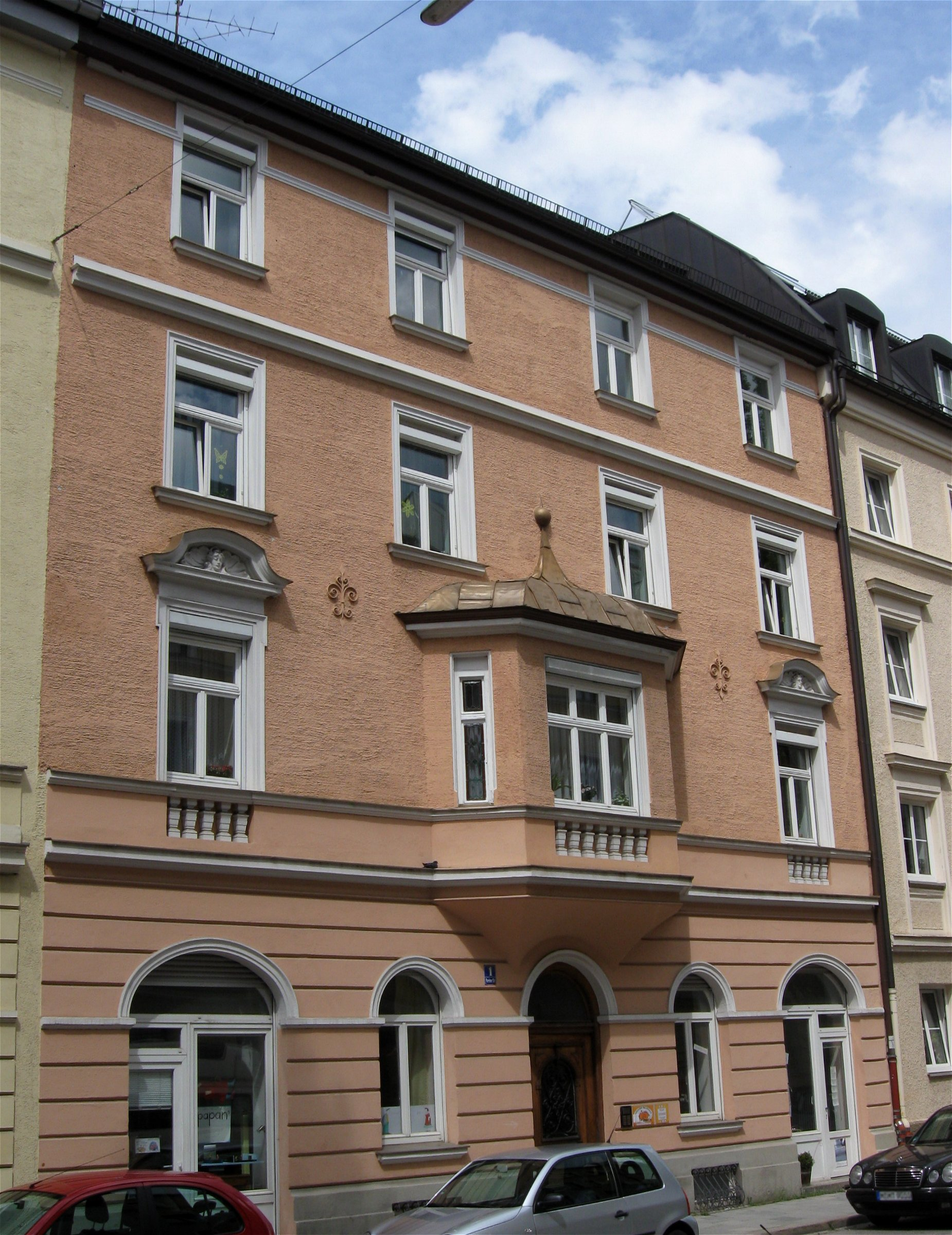
Pariser Straße 1
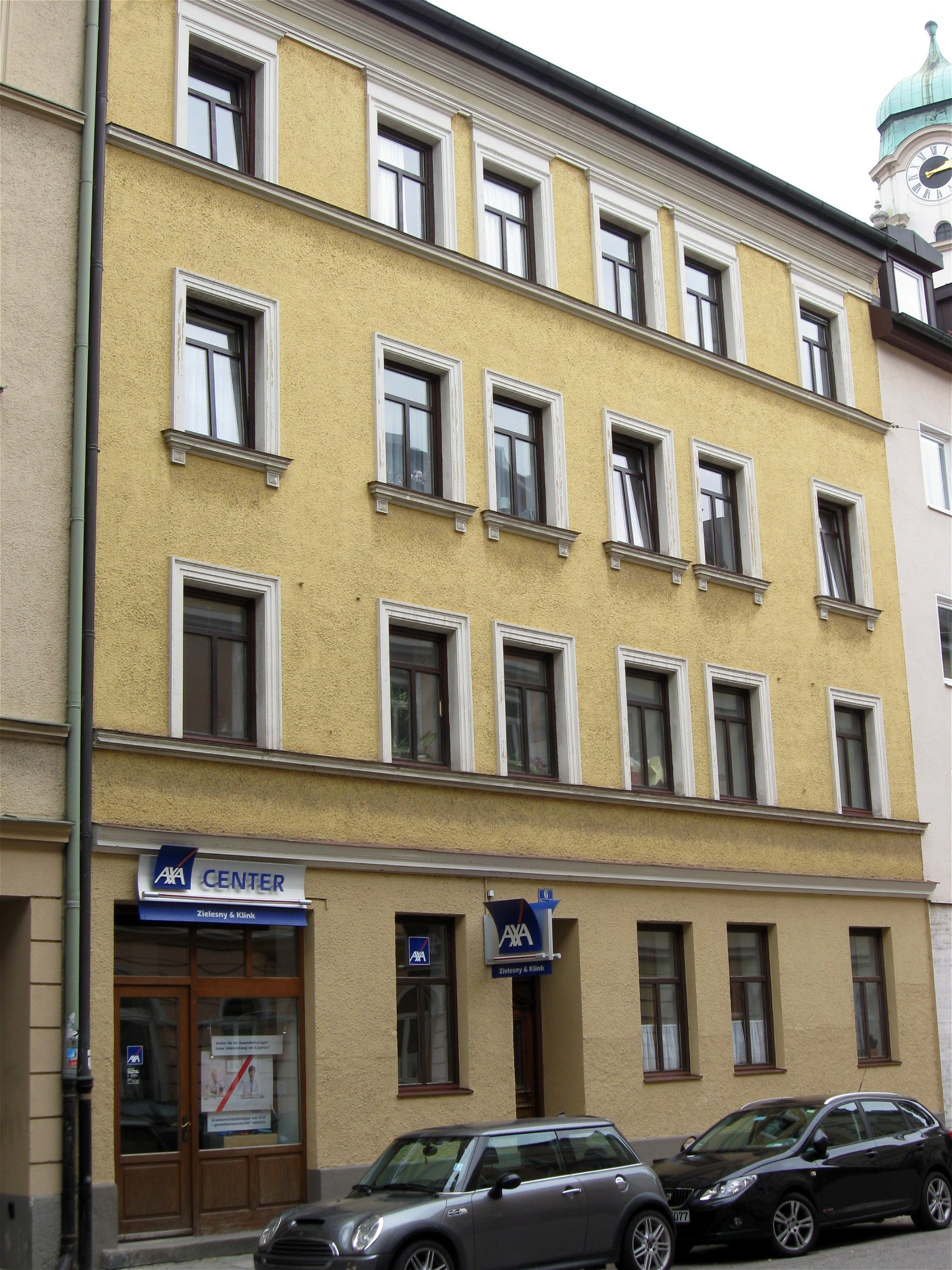
Pariser Straße 6
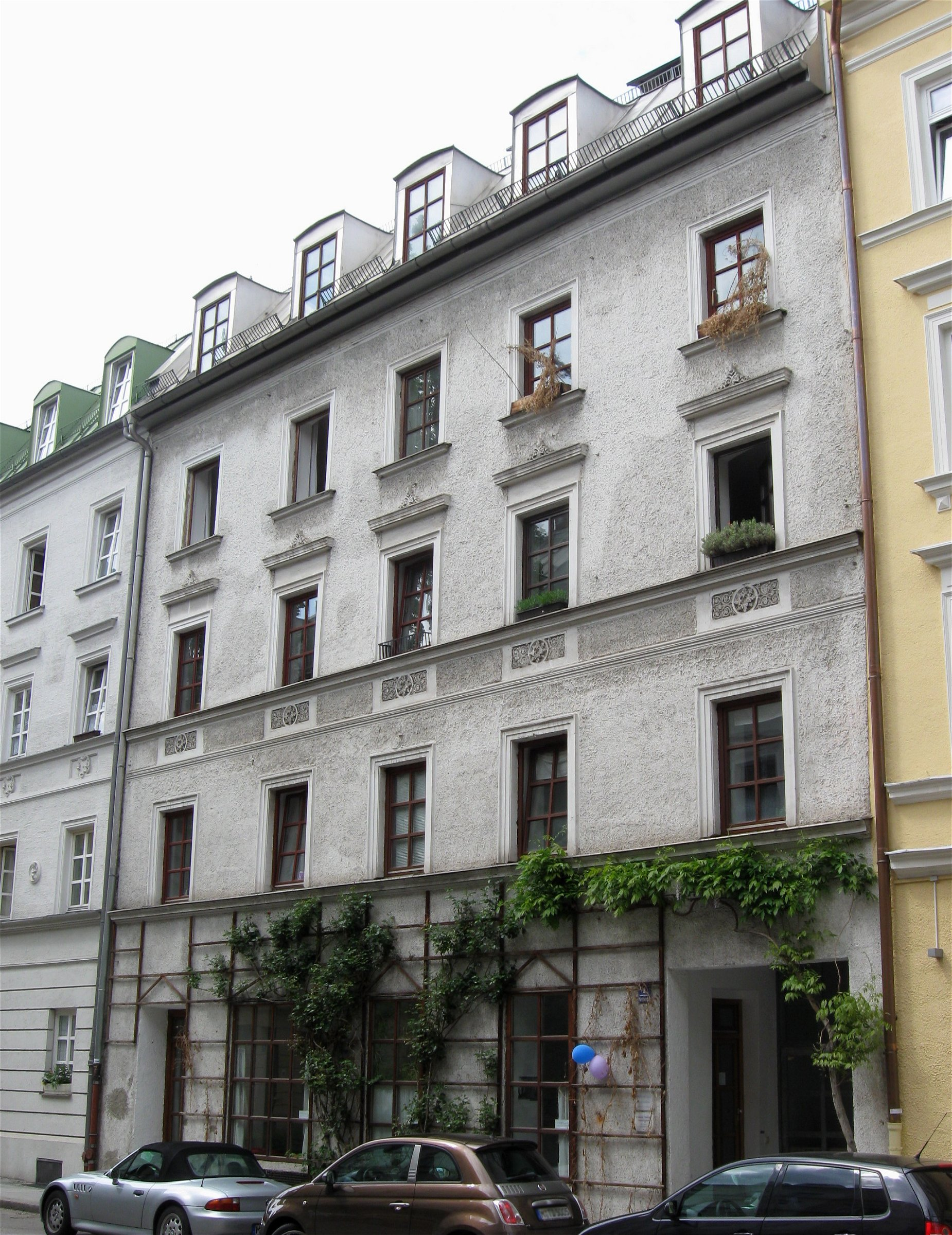
Pariser Straße 7
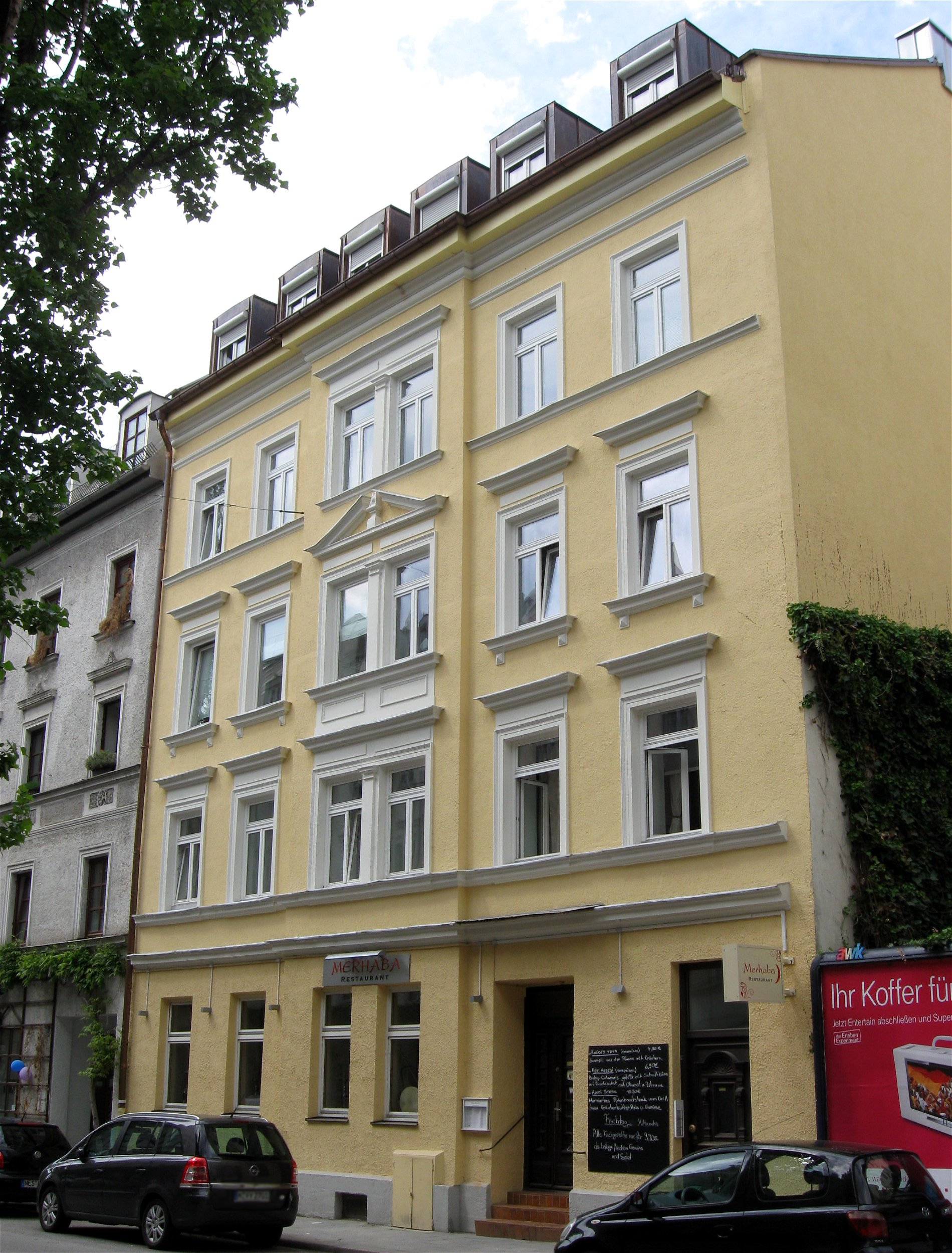
Pariser Straße 9
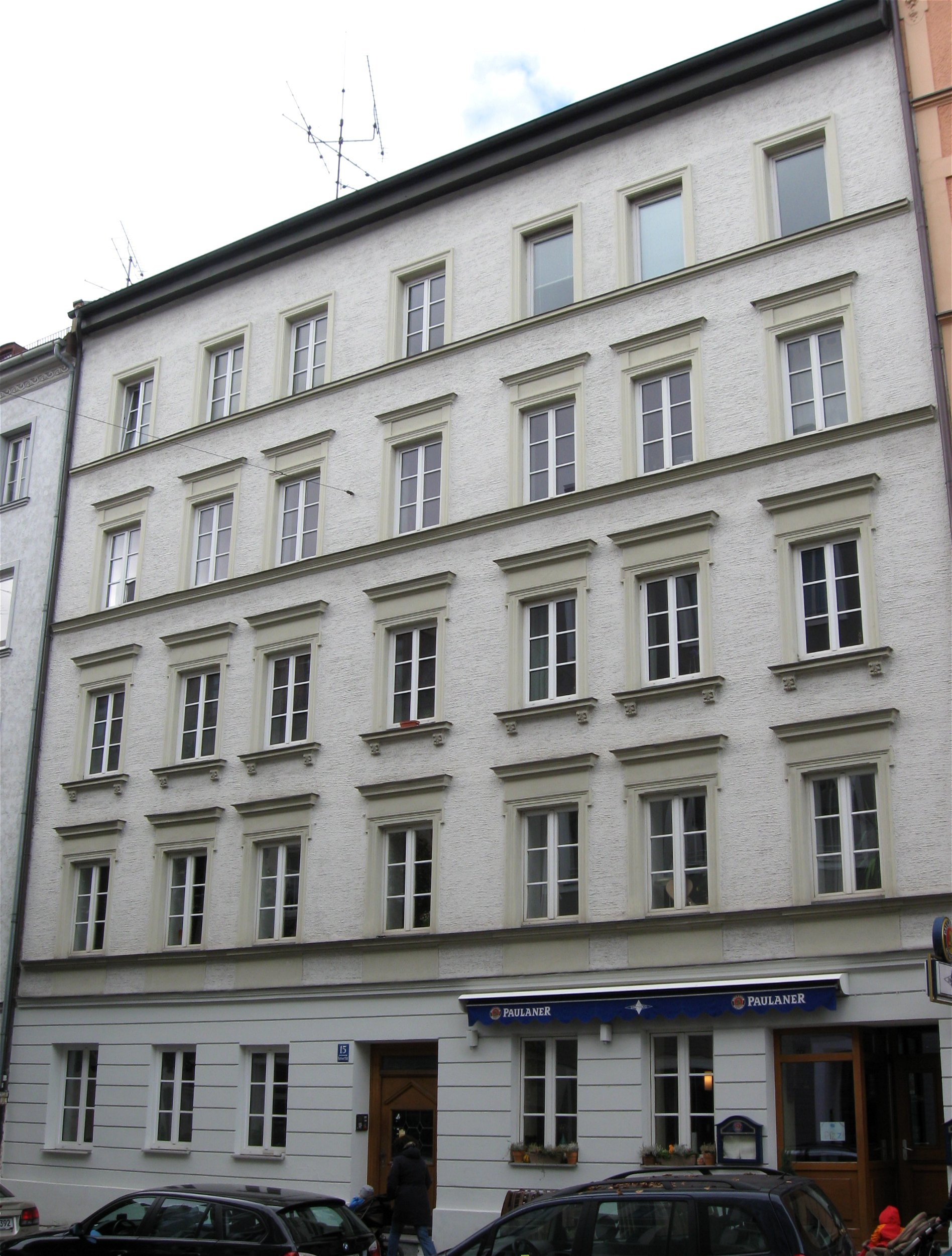
Pariser Straße 15
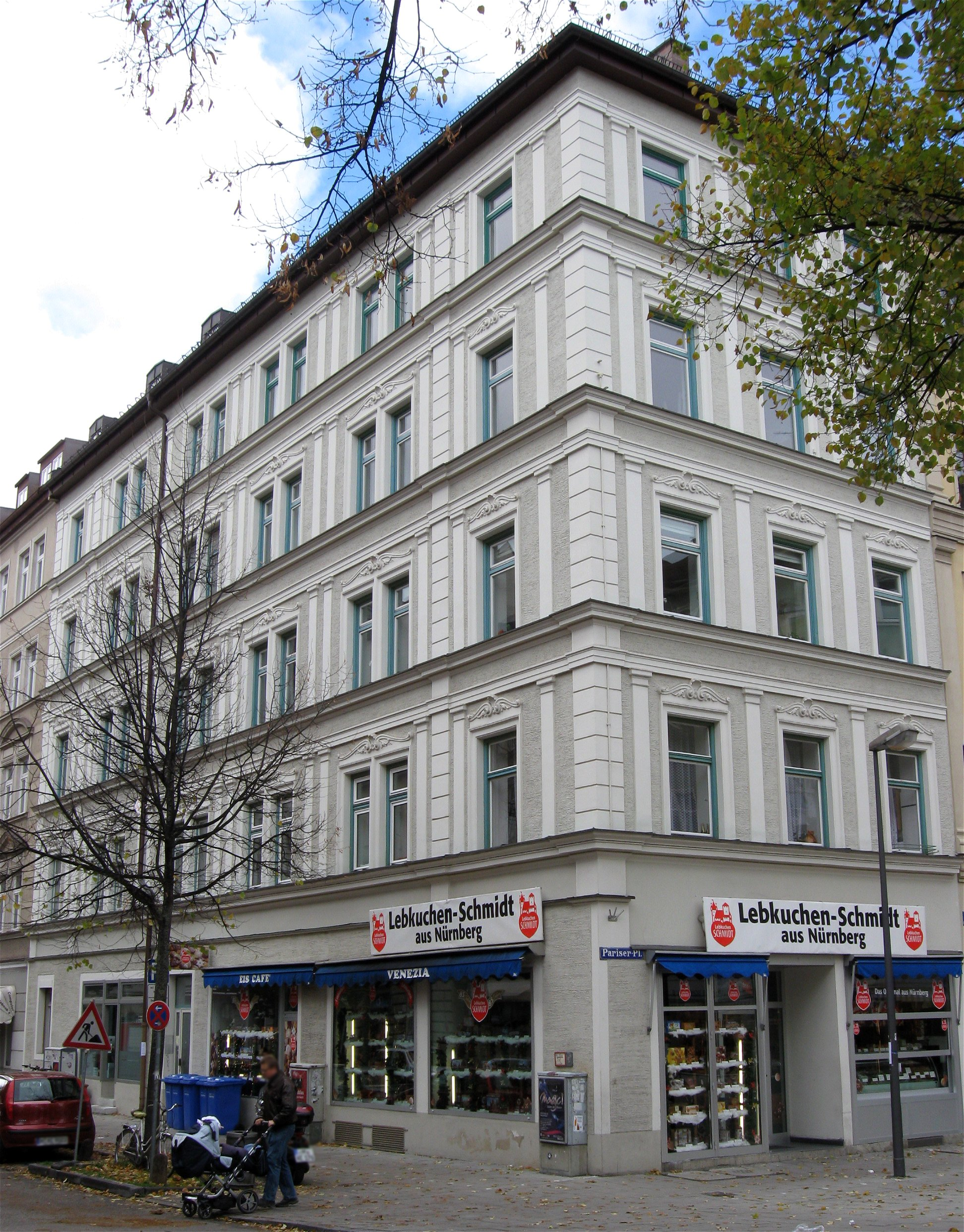
Pariser Straße 29a
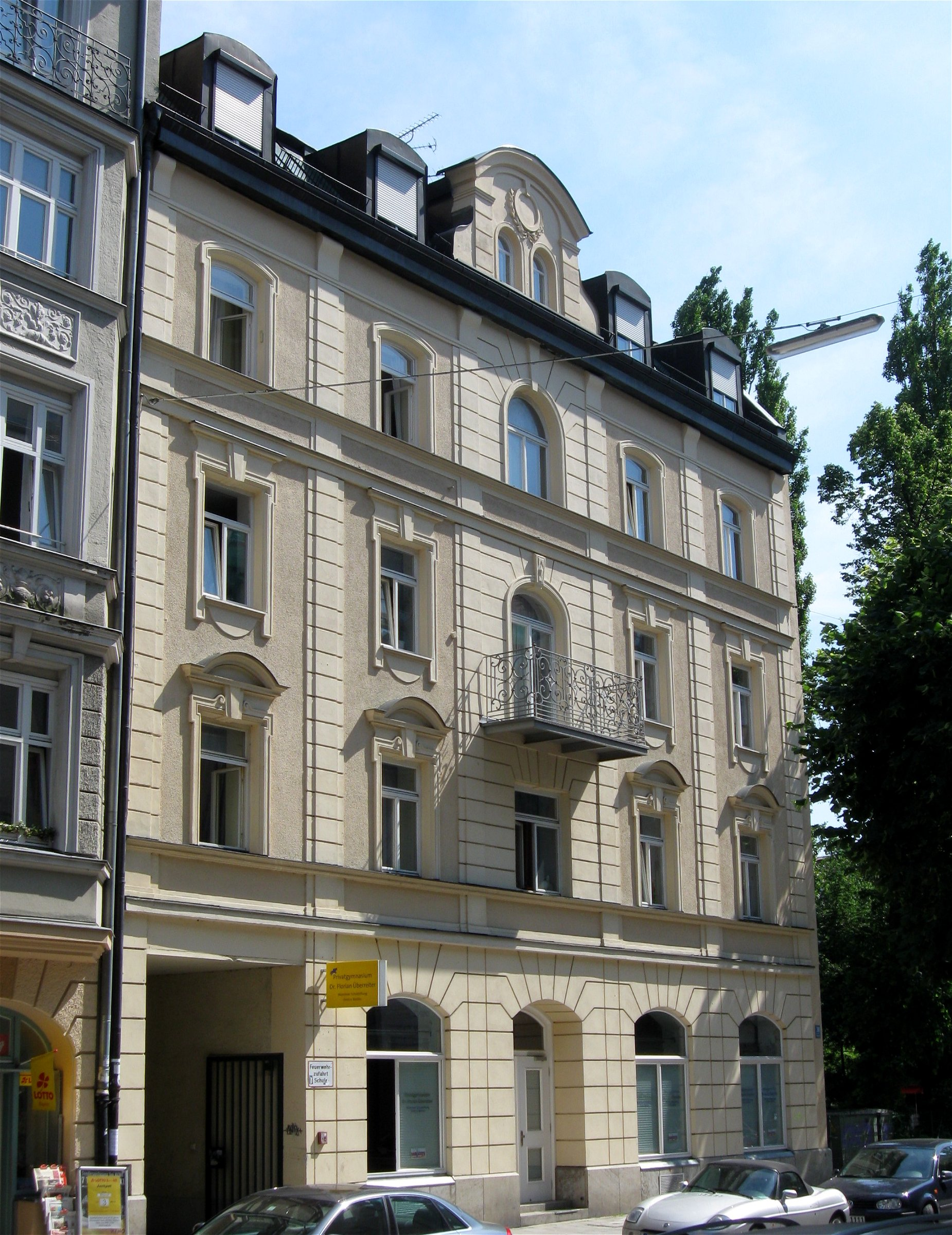
Pariser Straße 30
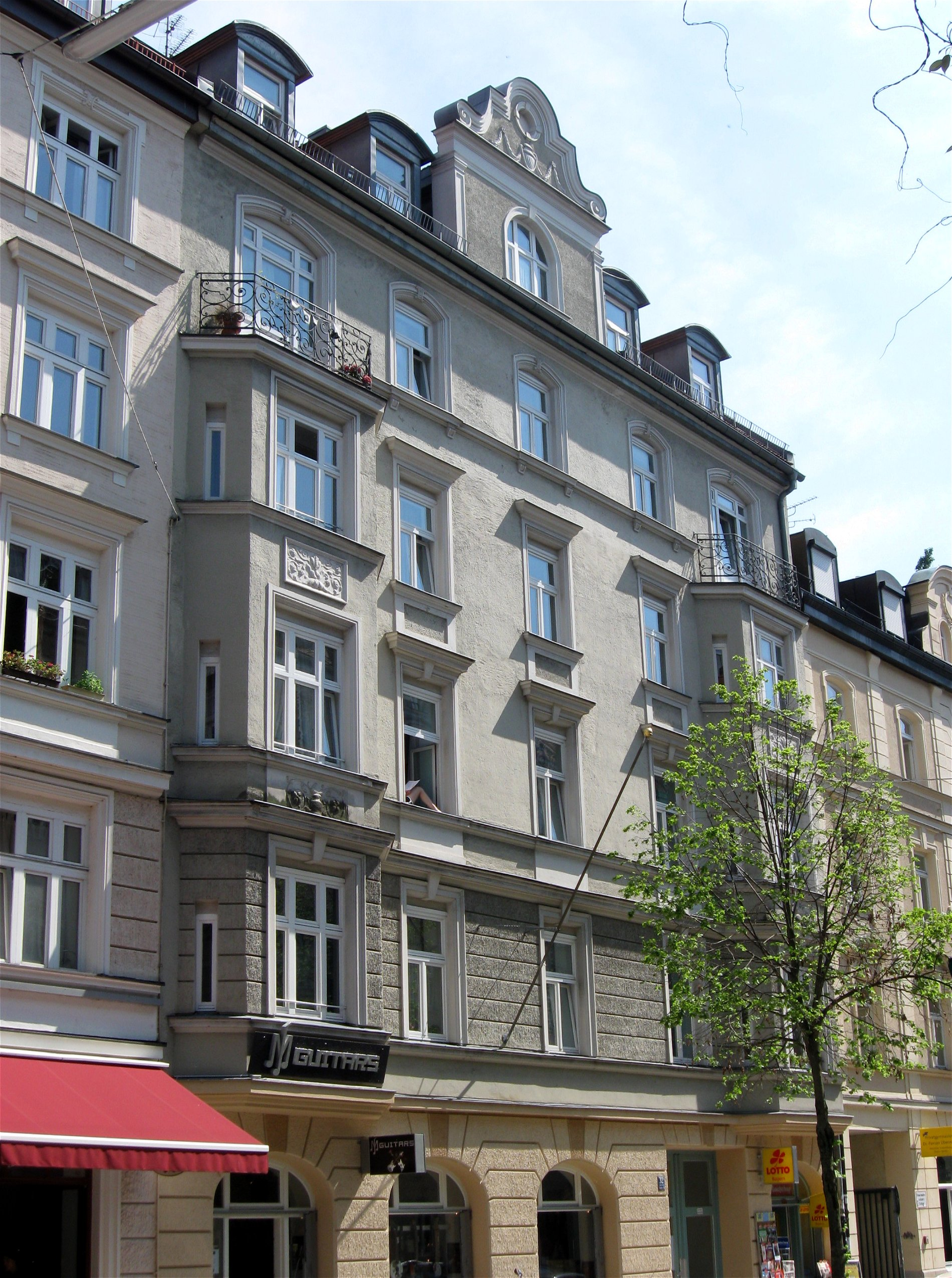
Pariser Straße 32
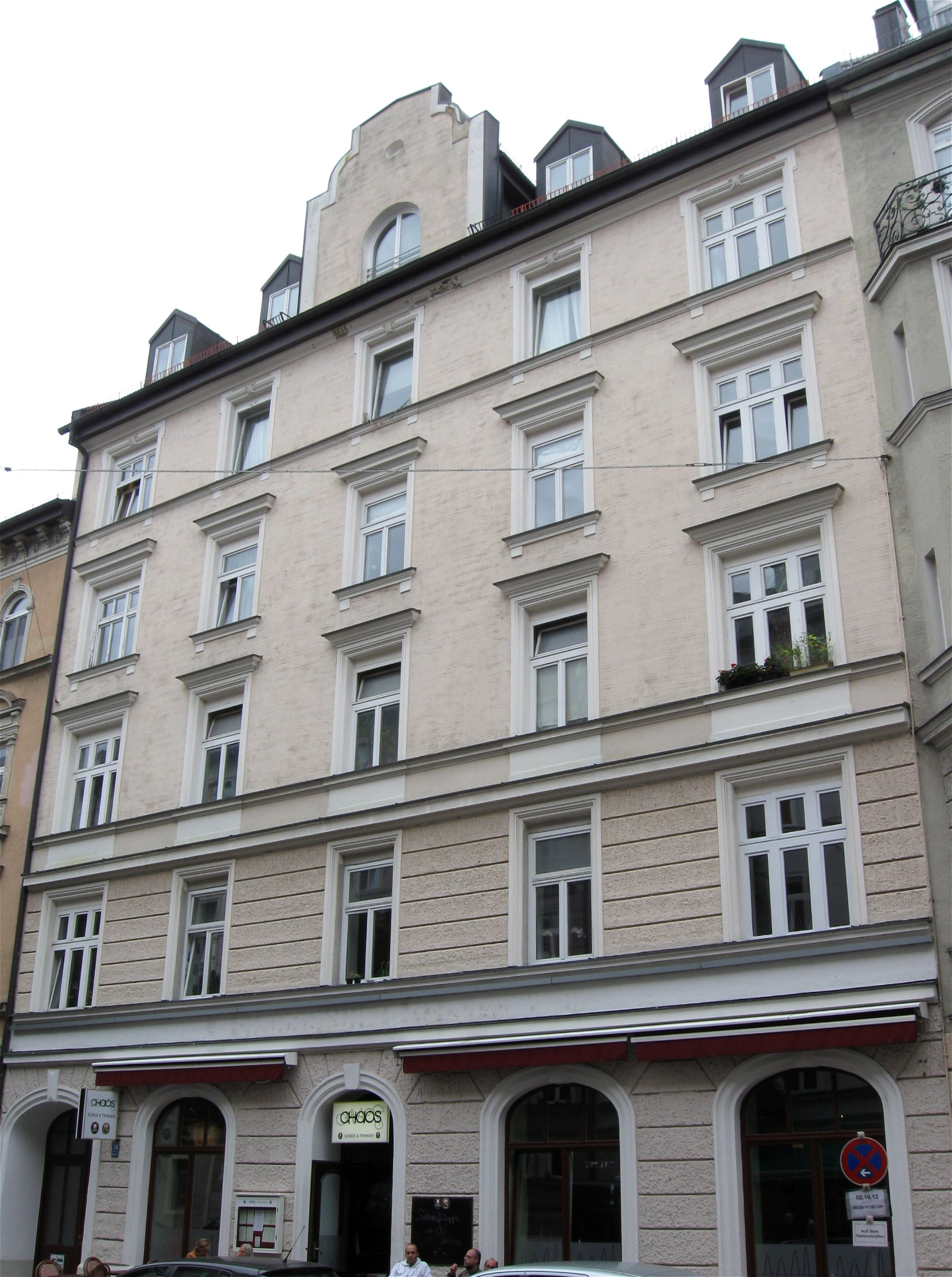
Pariser Straße 34

## Bildungseinrichtung
- Nr. 30: Privatgymnasium Dr. Florian Überreiter.